# Bananinha
Bananinha, também conhecido como Bananinha Paraibuna, é um doce brasileiro de origem paulista, criado no interior de São Paulo, na cidade de Paraibuna, no Vale do Paraíba. Típico da cozinha caipira, os ingredientes predominantes são: bananas e açúcar, moldadas com um formato parecido com às das bananas ou, em processo industrializado, na forma retangular.
Algumas versões também podem estar envoltas em farinha de banana-verde, geralmente sem adição de açúcares.

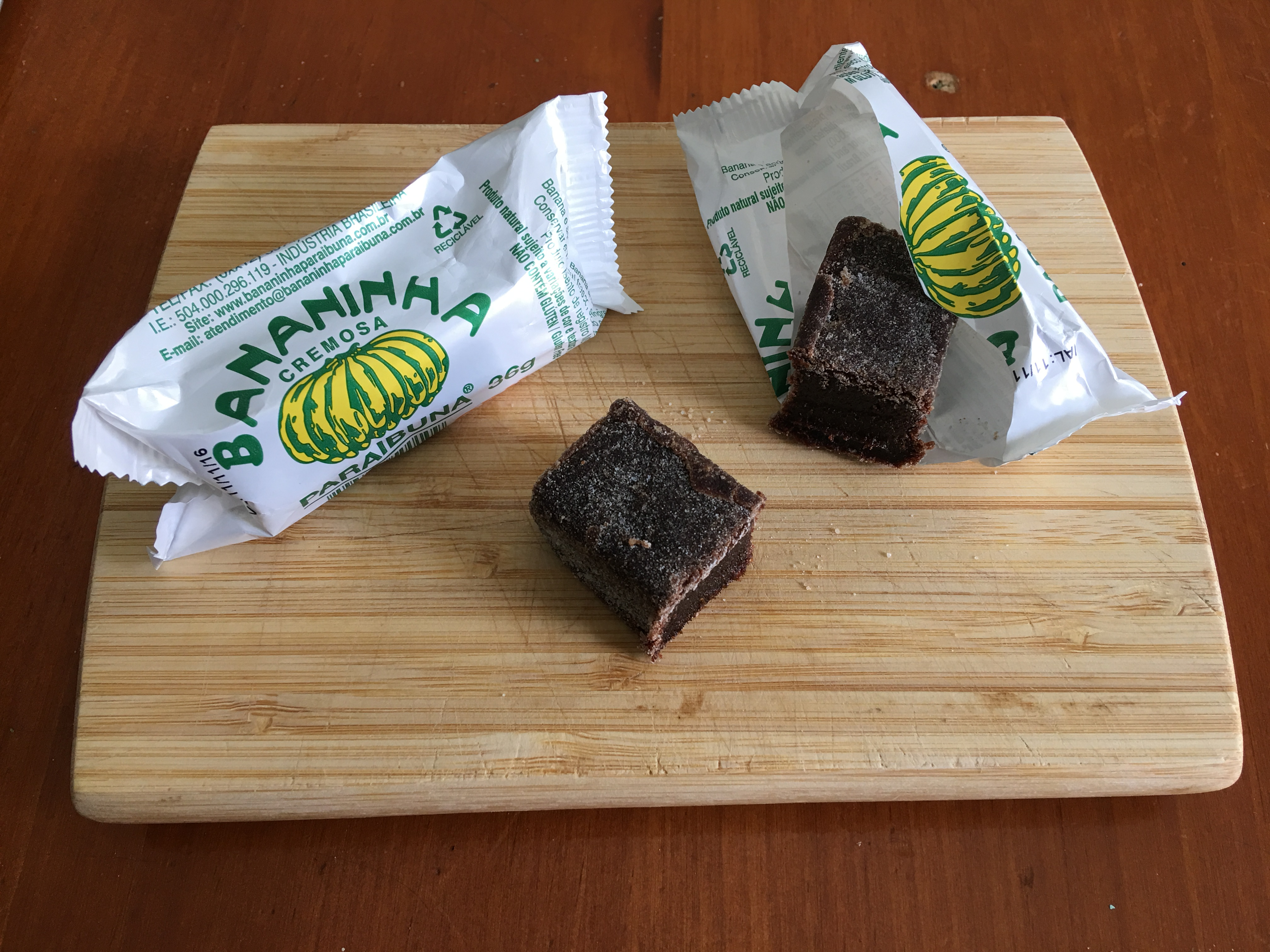
Bananinha Paraibuna com embalagem

O livro O dialeto caipira, de Amadeu Amaral, faz referência a este doce.